# Roberto de Clari
Roberto de Clari (Pernois, 1170 circa – 1216 circa) è stato un cavaliere medievale e storico francese.

## Biografia
Roberto (Robert) de Clari o Cléry (Pernois) era un cavaliere di Piccardia che ha lasciato un resoconto della Quarta crociata intitolato La Conquête de Constantinople.
Partecipò alla Quarta crociata al seguito del suo signore il conte Pietro di Amiens, assieme a suo fratello Aleaumes de Clari e lasciò una cronaca scritta in antico francese.
Il resoconto della crociata di Roberto è particolarmente interessante in quanto riporta il punto di vista di un vassallo di basso grado. Egli testimonia situazioni e punto di vista che sono trascurati dagli altri testimoni i quali erano o riportano il punto di vista dei capi della crociata come Goffredo di Villehardouin, Gunther di Pairis, l'Anonimo di Soissons, Pietro di Vaux Cernay e l'Anonimo di Halberstadt.
La cronaca inizia con la predicazione della Crociata (1198) e comprende la descrizione dell'assedio di Zara 1202 e dell'assedio di Costantinopoli (1204); Roberto ritornò in Francia probabilmente del 1205 ma la cronaca, in modo sintetico, prosegue fino al 1216.
Il fratello Aleaumes era un chierico armato che si distinse durante l'assedio finale a Costantinopoli, salendo per primo sulle mura. Successivamente ebbe una controversia per la divisione del bottino ma il conte Ugo IV di Saint Pol, uno dei capi della crociata, emise un verdetto in suo favore.

### Opere
- (FR) Robert de Clari, La Conquête de Constantinople, Philippe Lauer, 1924.
- (EN) Robert de Clari, Three Old French Chronicles of the Crusades, Seattle, Edward N. Stone, 23 giugno 2006. URL consultato il 14 giugno 2023 (archiviato dall'url originale il 23 giugno 2006).
- (EN) Robert de Clari, The Conquest of Constantinople, traduzione di Edgar Holmes McNeal, 1996.

### Fonti secondarie
- (FR) Cristian Bratu, «Je, auteur de ce livre»: L’affirmation de soi chez les historiens, de l’Antiquité à la fin du Moyen Âge, collana Later Medieval Europe Series, vol. 20, Leida, Brill, 2019, ISBN 978-90-04-39807-8.
- (FR) Jean Longnon, Les compagnons de Villehardouin. Recherches sur les croisés de la quatrième croisade, Ginevra, Droz, 1978.
- (EN) Thomas Madden e Donald Queller, The Fourth Crusade: The Conquest of Constantinople, 2ª ed., University of Pennsylvania Press, 1997,  p. 139.